# 日本とコモロの関係
日本とコモロの関係（にほんとコモロのかんけい、フランス語: Relations entre les Comores et le Japon、アラビア語: علاقات جزر القمر اليابان、英語: Japan–Comoros relations）では、日本とコモロの関係について概説する。日本とコモロ連合の関係とも。

## 両国の比較
|                   | コモロ                         | 日本                           | 両国の差                 |
| ----------------- | ------------------------------ | ------------------------------ | ------------------------ |
| 人口              | 85万886人（2019年）            | 1億2626万人（2019年）          | 日本はコモロの約148.4倍  |
| 国土面積          | 1862 km²                       | 37万7972 km²                   | 日本はコモロの約203倍    |
| 人口密度          | 447 人/km²（2018年）           | 347 人/km²（2018年）           | コモロは日本の約1.3倍    |
| 首都              | モロニ                         | 東京都                         |                          |
| 最大都市          | モロニ                         | 東京都区部                     |                          |
| 政体              | 大統領制 共和制 連邦制         | （民主制）議院内閣制           |                          |
| 公用語            | フランス語 アラビア語 コモロ語 | 日本語（事実上）               |                          |
| 通貨              | コモロ・フラン                 | 日本円                         |                          |
| 国教              | イスラム教スンニ派             | なし                           |                          |
| 人間開発指数      | 0.535                          | 0.919                          |                          |
| 民主主義指数      | 3.15                           | 7.99                           |                          |
| GDP（名目）       | 11億6584万米ドル（2019年）     | 5兆819億6954万米ドル（2019年） | 日本はコモロの約4359.1倍 |
| 一人当たり名目GDP | 1370.1米ドル（2019年）         | 40246.9米ドル（2019年）        | 日本はコモロの約29.4倍   |
| GDP（購買力平価） | 27億1849万米ドル（2019年）     | 5兆5043億3091米ドル（2019年）  | 日本はコモロの約2024.8倍 |
| 一人当たり実質GDP | 3194.9米ドル（2019年）         | 43593.5米ドル（2019年）        | 日本はコモロの約13.6倍   |
| 経済成長率        | 2.0%（2019年）                 | 0.7%（2019年）                 |                          |
| 軍事費            | ‐米ドル（2019年）              | 476億902万米ドル（2019年）     |                          |
| 地図              |                                |                                |                          |

## 歴史
1975年、グランドコモロ島・アンジュアン島・モヘリ島の三島から構成される「コモロ国」として独立。独立直後はフランスへの残留を望んだマヨット島の処遇を巡る旧宗主国フランスとの対立や、社会主義者アリ・ソイリによるクーデターなどの政変に見舞われ、日本は独立と同時の国家承認を見送り1977年11月14日に遅れてコモロを国家承認する。その後は「コモロ・イスラム連邦共和国」を経て現在のコモロ連合となるなど政治体制は変化を続けており、また軍人のアザリ・アスマニがクーデターで政権を掌握するなど不安定ではあるが、日本との国交は維持されている。
日本はアンタナナリボの在マダガスカル日本国大使館がコモロを兼轄。駐日コモロ大使館は未設置であり北京にある在中コモロ大使館が2014年から日本を兼轄しているが、2018年6月在東京コモロ名誉領事館を開設した。

## 外交

### コモロ要人の訪日
2008年5月、コモロ大統領のアフメド・アブドラ・モハメド・サンビが訪日を実施。福田康夫との首脳会談を実施し、数年途絶えていた対コモロ経済支援の再開に向けた話し合いが行われた。
2013年6月、コモロ大統領のイキリル・ドイニンがアフリカ開発会議の為に訪日。当時内閣総理大臣であった安倍晋三と日・コモロ首脳会談を実施して、コモロ情勢についての意見交換がなされた。

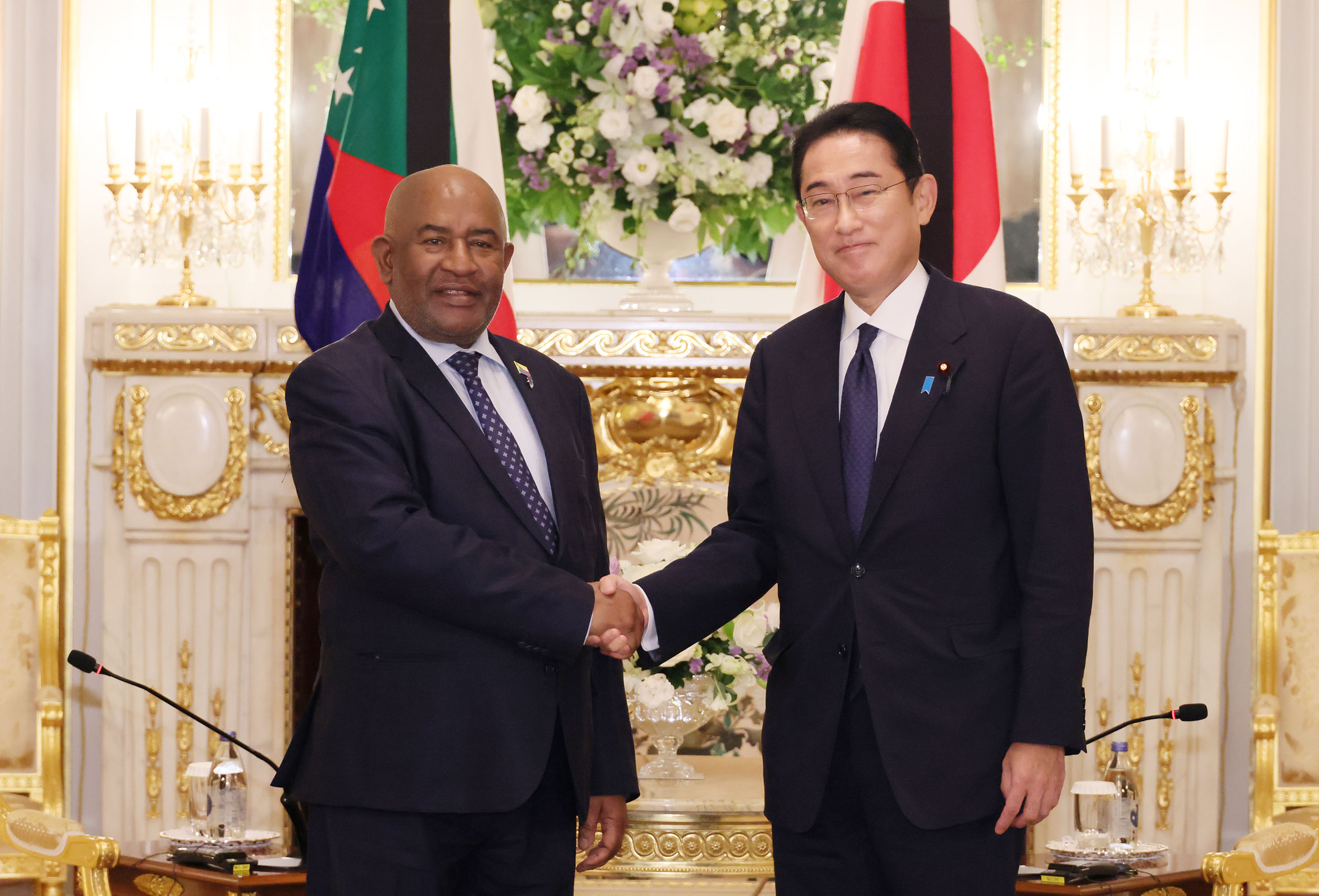
日・コモロ首脳会談（2022年9月）

2019年8月、アザリ・アスマニがコモロ大統領としてアフリカ開発会議のため訪日を実施。その際に安倍晋三と首脳会談を開いて、「自由で開かれたインド太平洋」構想について話し合われたほか、安保理改革や北朝鮮情勢など主要な国際議題について議論が交わされた。
大統領以外では、2018年の1月から2月にかけてコモロ連合外務・国際協力・仏語圏・在外コモロ人担当大臣のモハメド・エル・アミン・スエフが訪日。外務大臣の河野太郎と外相会談を実施し、両国関係を促進するための「日・コモロ連合外相共同プレス・ステートメント」が発出された。
2018年10月には、コモロ連合外務・国際協力大臣付国際協力担当閣外大臣のジュモア・サイード・アブダッラーが訪日。外務副大臣の佐藤正久と会談を実施し、日本の対コモロ支援について話し合われた。
2020年1月には、コモロ連合外務・国際協力大臣付国際協力担当閣外大臣のタキディヌ・ユスフが訪日し、外務大臣政務官の中谷真一と会談を実施した。

### 日本要人のコモロ訪問

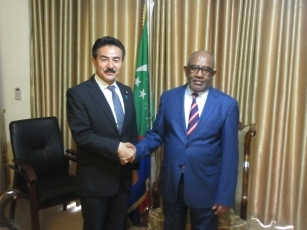
佐藤正久による外務副大臣として初のコモロ訪問と、大統領のアザリ・アスマニへの表敬（2018年8月）

地理的な遠さや歴史的な接点の少なさ、コモロ側の情勢不安などがあり、日本からの要人往来は少ない。2018年には、外務副大臣として初めて佐藤正久がコモロを訪問し、アザリ・アスマニ大統領への表敬などを実施。「自由で開かれたインド太平洋」構想についての話し合いや、2030年までに新興国入りを目指すコモロへのさらなる経済支援などが議論された。

## 経済交流
日本はコモロに対し、技術協力や無償資金協力合わせて100億円以上の経済支援を実施。島嶼国であるコモロは漁業・水産が主要産業の一つであることから、2011年3月から2014年10月にかけては技術協力「国立水産学校能力強化プロジェクト」が実施され、水産面での人材育成が図られた。無償資金協力としては、数度に亘って食糧援助を実施。
コモロの2020年対日貿易は、輸出0.18億円に対し輸入2.01億円とコモロの赤字となっており、またコモロの経済規模に相応して貿易規模も小さい。主要輸出品は精油、主要輸入品は機械類となっている。

## 文化交流
シーラカンス学術調査隊（民間ベース）及び鳥羽水族館が数回にわたりコモロ近海で調査活動を展開。上記調査隊は、コモロ政府の協力により5体の標本を持ち帰るとともに、1986年8月にはシーラカンスの水中撮影に成功した。
2021年7月、長野県小諸市市議会の代表が在日コモロ連合名誉領事館を訪問し、「小諸」と漢字でプリントされているポロシャツを、10名のオリンピックのコモロ選手団のメンバー全員に提供した。小諸市市議会代表は、2020年東京オリンピックの開会式でコモロ諸島の存在を初めて知ったという。

## 外交使節

### 駐コモロ日本大使
駐マダガスカル日本大使が兼轄

### 駐日コモロ大使
1. マフムード・ムハンマド・アッブード（北京常駐、2014年 ‐ 2023年）[36] - 2014年7月11日、東京を訪問し皇居で信任状を捧呈し、初代駐日コモロ大使となった。但し、在中華人民共和国大使との兼轄で普段は北京に駐箚。
2. マウラナ・シャリフ（北京常駐、2023年 - ）[37]